# Savo Čelebić
Savo Čelebić, črnogorski general, * 26. oktober 1879, † 21. junij 1955.

## Življenjepis
Od leta 1941 je bil član NOVJ; bil je svetovalec v Štabu Lovčevskem odredu. Naslednje leto so ga ujeli Italijani in ga zaprli. Septembra 1943 je bil osvobojen in naslednji mesec je postal poveljnik 1. prekomorske brigade.

## Odlikovanja
- Red zaslug za ljudstvo